# Castletown Metropolitan FC
Castletown Metropolitan FC (soms ook Castletown MFC) is een voetbalclub uit Castletown, een stad op het eiland Man.

## Erelijst

### League
- 1e divisie, kampioen in seizoenen: 1913-14, 1922-23, 1923-24, 1924-25, 1949-50, 1950-51, 1981-82, 1998-99
- 2e divisie, kampioen in seizoen: 1913-14

### Beker
- Manx FA Cup: 1913-14, 1922-23, 1949-50, 1961-62, 1984-85, 1992-93
- Hospital Cup: 1923-24, 1968-69, 1978-79
- Railway Cup: 1911-12, 1920-21, 1923-24, 1949-50, 1959-60, 1976-77, 1984-85
- Woods Cup: 1960-61
- Paul Henry Gold Cup: 2008-09

## Stadion
Het stadion van Castletown Metropolitan FC is het Castletown Football Stadium op Malew Road, Castletown. De capaciteit van het stadion is onbekend.